# Национальное военное училище (Франция)

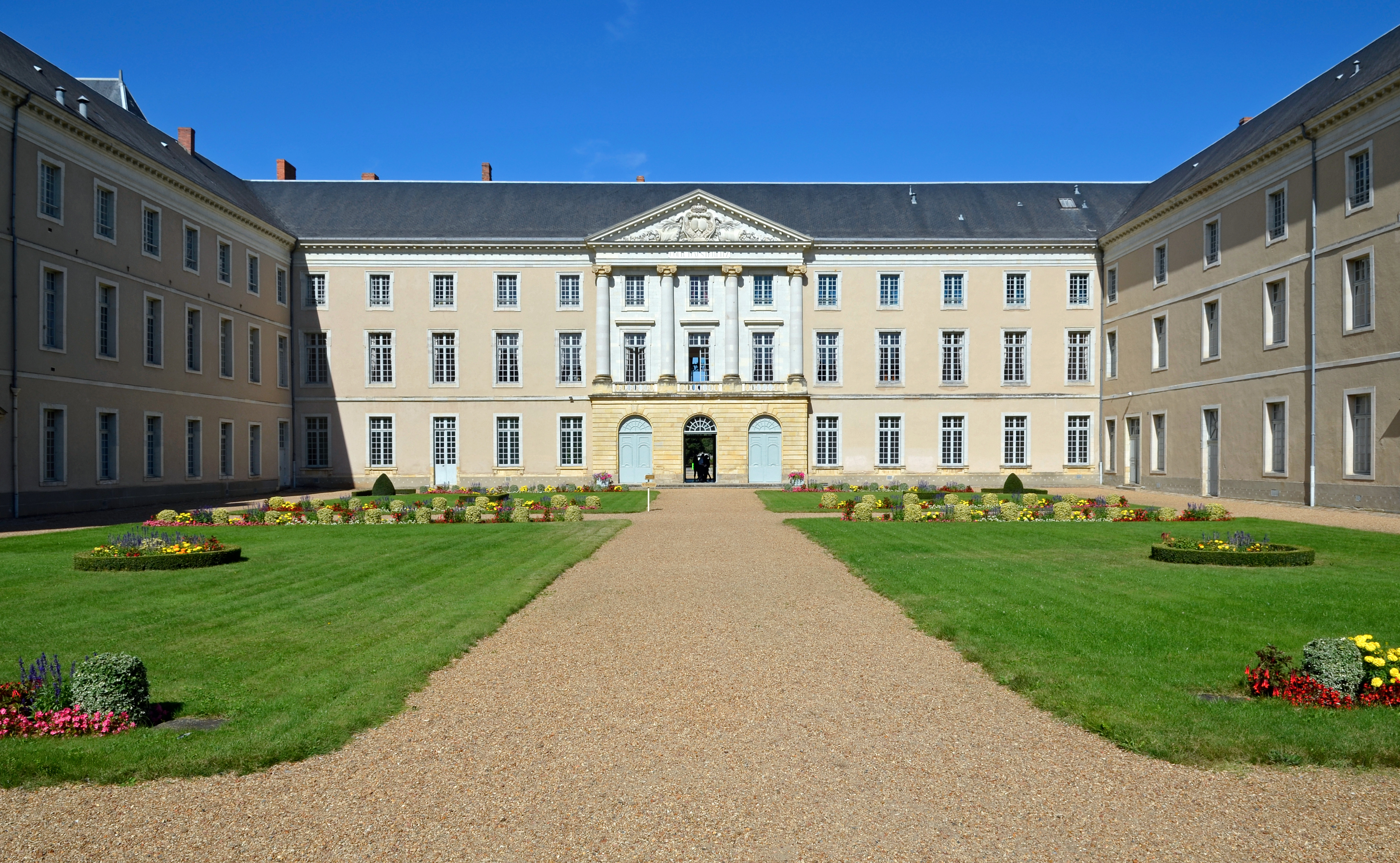
Здание училища

Национальное военное училище (фр. Prytanée National Militaire), бывший Коллеж Генриха Великого (фр.) — учебное заведение во Франции, управляемое военным ведомством, предоставляющее традиционное полное среднее образование, а также специальные подготовительные классы на уровне первого года обучения в университете для студентов, намеревающихся поступать в Сен-Сир и другие военные академии Франции. Учебное заведение находится в западной части Франции в городе Ла-Флеш.

## В королевской Франции

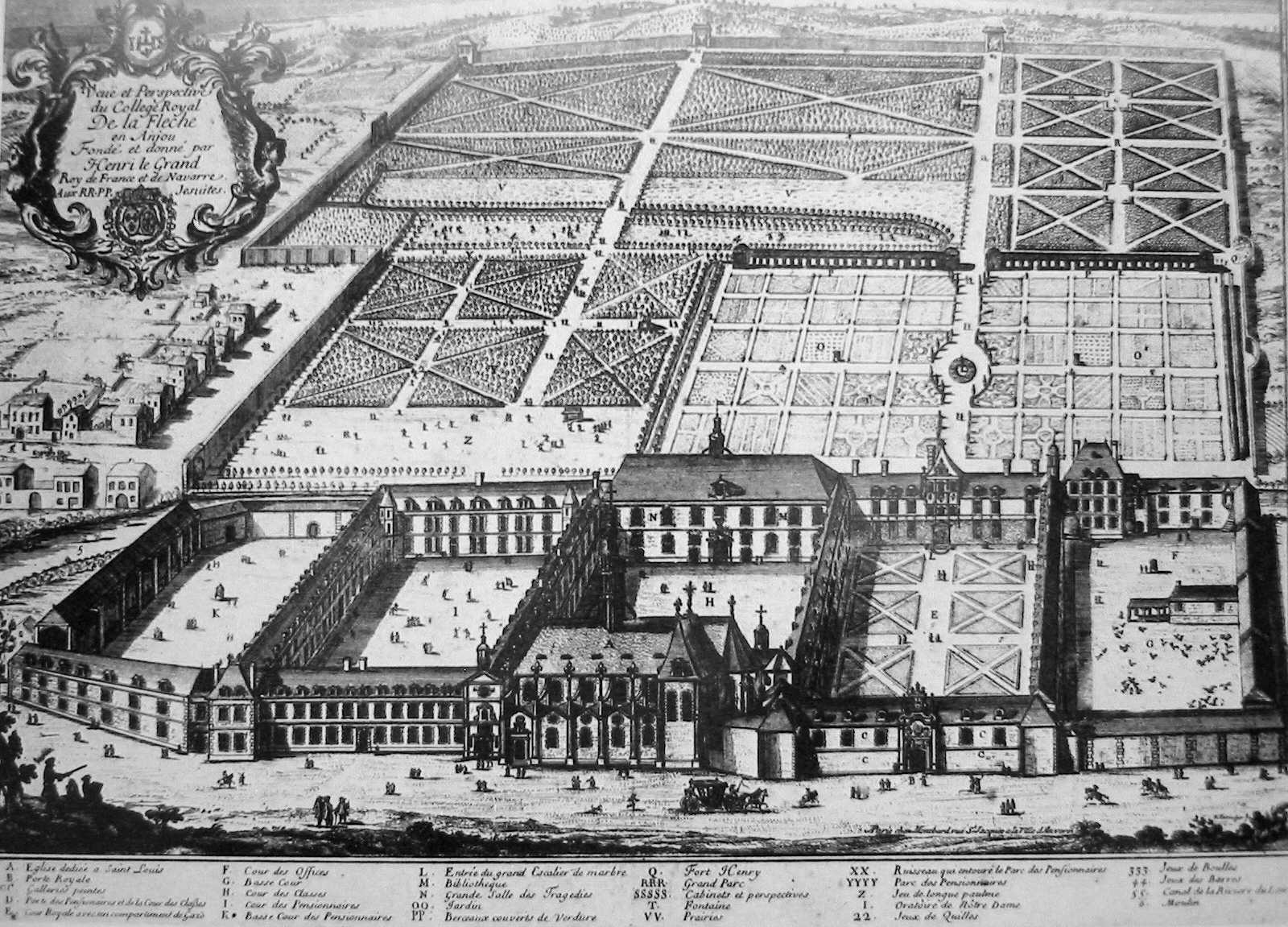
Замок Ла-Флеш в XVIII веке

В XVI столетии Франсуаза Алансонская, бабушка будущего короля Генриха IV заложила дворец-замок в Ла-Флеше, где в 1552 обосновались будущие родители Генриха IV — Антуан де Бурбон и Жанна д’Альбре. В 1604 году Генрих IV передал замок иезуитам с целью основания там «колледжа Генриха Великого» для отбора и обучения лучших умов времени. В 1607 был утверждён устав заведения и начались длительные строительные работы. Среди учеников первых лет был Рене Декарт (класс 1607—1615). После смерти короля Генриха в училище была построена церковь, в которой захоронены сердца Генриха и его супруги, Марии Медичи. Начиная с 1650 года в училище поступают многие иностранцы; современники перечисляли «американцев, индейцев, татар, русских и даже китайцев». Во времена расцвета училища иезуитов здесь жило до 1500 воспитанников при 120 преподавателях. Среди выпускников этого периода — Ларошфуко, Пьер Сегье, Жан Пикар, маршал Фитцджеймс и маршал Франции Шарль де Шомберг.
В 1764 иезуиты были изгнаны из страны, и училище закрылось на два года. Людовик XV учредил в Ла-Флеше кадетский корпус — среднее учебное заведение для подготовки поступающих в учреждённую в 1750 году Военную школу (фр. École Militaire). Создание корпуса было частью военной реформы, последовавшей за поражением Франции в Семилетней войне. В него принимали до 250 учеников из благородных домов. В 1776 году училище было вновь закрыто, но вскоре возобновлено Людовиком XVI. В 1793 году, в ходе революции, училище было вновь и надолго закрыто.

## При Наполеоне и при Республике

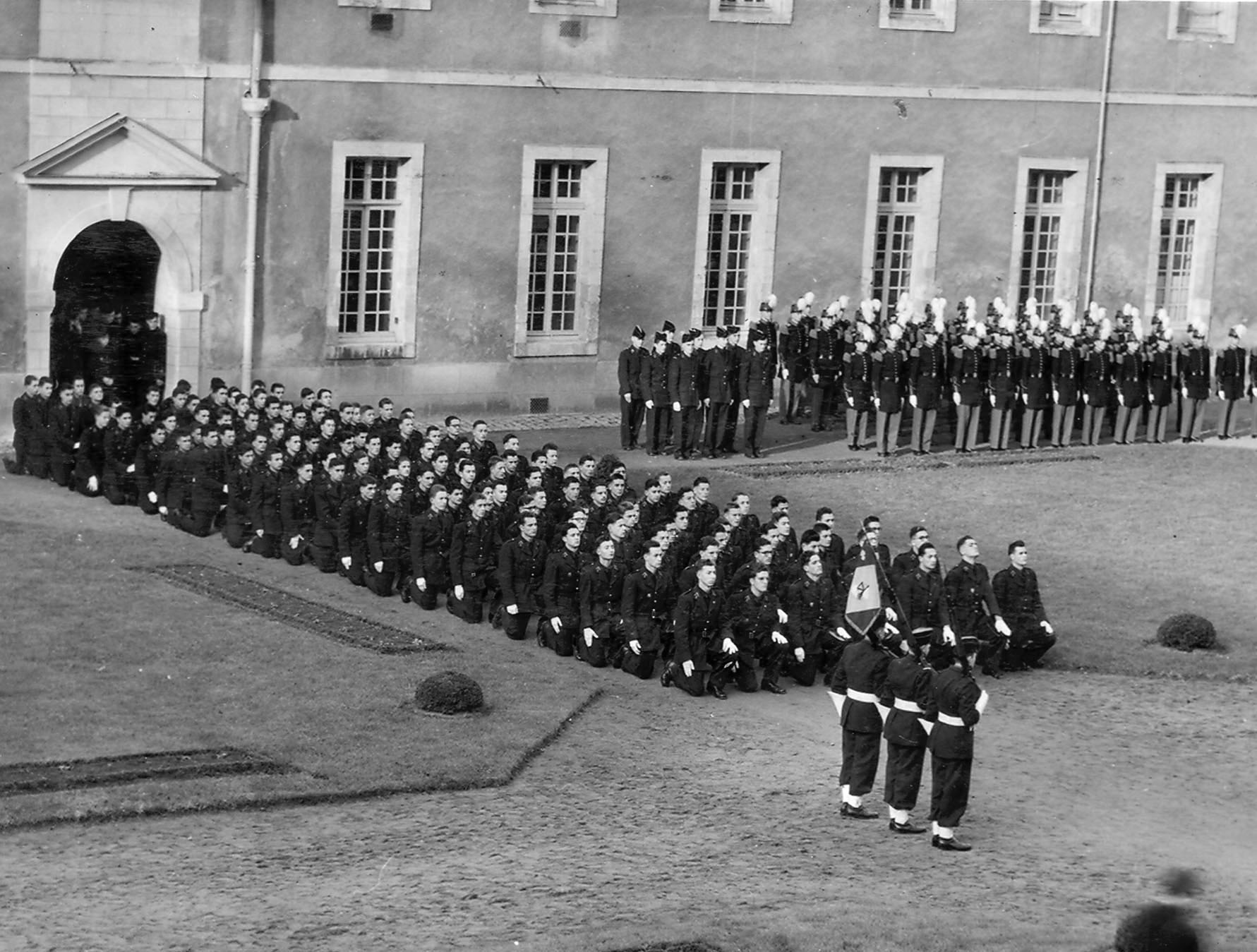
Присяга, 1950-е годы

В 1808 году Наполеон Бонапарт перевёл в Ла-Флеш кадетский корпус из Сен-Сира. Это было завершающим звеном целого ряда перемещений национальных учреждений, толчком к которому послужило устройство в Фонтенбло императорского дворца и переезд военного училища Фонтенбло в Париж. Название Prytanée (Притане́ум), данное Наполеоном, заимствовано из греческой истории. Пританеями в древних Афинах называли выборных чиновников городского самоуправления. Пройдя череду переименований, Prytanée National действует по сей день как закрытое среднее учебное заведение. Выпускники училища по-прежнему в основе своей поступают в военные академии, но не обязаны этого делать, — часть выпускников поступает в обычные, гражданские, университеты и никогда не вступает в военную службу.
Среди ныне живущих выпускников училища — инженер Мишель Вирложё (фр., руководитель проекта виадука Мийо), астронавты Патрик Бодри и Жан-Франсуа Клервуа.